# Torben Sangild
Torben Groth Sangild (født 3. april 1969 i Holme Olstrup) er en dansk kulturforsker, anmelder, forfatter og radiovært.
Sangild er uddannet cand.mag. i filosofi og moderne kultur og har en ph.d.-grad i moderne kultur fra Institut for Kunst- og Kulturvidenskab ved Københavns Universitet, hvor han fra 1997 til 2013 også var forsker og underviser.
Han har udgivet bøgerne Støjens æstetik (2003)
og Objektiv sensibilitet — om følelser, sansning og objektivitet i nyere kunst og musik (2010).
Sangild stod i 2010 bag lanceringen af Kunstdebatten.dk, et website for debat om dansk samtidskunst,
og i 2014 begyndte han at fungere som radiovært på Radio24syv, hvor han var vært på programmet Wiki-værkstedet.
Som skribent er han tilknyttet Politiken, Kunsten.nu og siden 2016 som fast skribent på netavisen Zetland.
Sangild er medlem af den danske afdeling af Association Internationale des Critiques d'Art (AICA).
Sangild ejer hjemmesiden Oprejst, hvor han anmelder og skriver artikler om diverse emner inden for standup og comedy.
Under titlen Sangilds Samtaler om stand-up, laver han en podcast. Heri taler han med de danske standup-komikere. Anders Grau, Elias Ehlers, Christian Fuhlendorff, Simon Talbot og Nikolaj Stokholm har blandt andre været gæster i podcasten, podcasten startede under Zulu Comedy Festival 2014. Han er desuden medvært på radioprogrammet Comedy-kontoret på Radio4, der startede i 2019 sammen med standup-komikeren Anders Fjeldsted.
Torben Sangild er med jævne mellemrum med i Den Korte Radioavis på Radio24syv, hvor den ene af de to værter, Kirsten Birgit Schiøtz Kretz Hørsholm, ringer ham op og for det meste skændes med ham eller anklager ham for at være vild med hende.
Sangild har modtaget en pris: "Danmarksmester i Online Overskud" i 2015 (som uddeles af "Fucking Flink") på baggrund af sin Facebookprofil.
Torben var medskaber af og medvirkende i teaterstykket "Demokrati" i efteråret 2017, som spillede på rådhuse landet over op til kommunevalget.

## Som anmelder
Gennem tiden har Sangild fungeret som musikanmelder for følgende:
- 1994-95 på Dansk Musik Tidskrift
- 1996-98 på JAM Magazine
- 1998-2001 på Blender
- 2008-11 på Politiken

Derudover har han haft følgende stillinger:
- Kunstanmelder på Politiken 2008-16
- Filosofianmelder på Jyllands-Posten i 2007
- Fagbogsanmelder på P1 Morgen 2011-2016

## Som moderator
- Roskilde Festival 2016[12]
- Roskilde Festival 2017[13]
- Bloom Festival 2017[14]
- Heartland-Festival 2018[15]
- Aarhus Festuge 2018[16]
- Klang Festival 2016, 2017 og 2018[17]
- Jævnligt tilbagevende ved Bogforum[18]

## Som forfatter til kunstnerbøger
- Om Joana Vasconcelos: "Mythological everyday objects - some motifs in the work of Joana Vasconcelos". Magic Kingdom. Odense: Kunsthallen Brandts. 2011. pp. 20-51.
- Om Celéste Boursier-Mougenot: "Forstærkede zebrafinker" / "Amplified Zebra Finches" i Céleste Boursier-Mougenot, Copenhagen Contemporary, 2017
- Nicolai Howalt: "Car Crash Studies: Etudes Books No.2"[19]
- Peter Martensen[20]
- Anette Harboe Flensburg[21]
- Bjørn Poulsen: "Gnistrende dobbeltheder - Om Bjørn Poulsen skulpturer" i Longing for a Space Travel, 2008.[22]